# Rosslaufsee
Der Rosslaufsee ist ein unter zwei Hektar großer angestauter See bei der Kleinstadt Ilshofen im Landkreis Schwäbisch Hall im nordöstlichen Baden-Württemberg.

## Name
Der Name Rosslaufsee taucht nicht in amtlichen Karten auf und nicht einmal in der Beschreibung anliegender Biotope, ist aber anscheinend regional gebräuchlich.

## Beschreibung
Der Rosslaufsee liegt gegenüber von Ilshofen am linken Ufer der dort westwärts ziehenden mittleren Schmerach. An seiner Westseite entlang zieht der Eckartshauser Bach nordwärts zu seiner Mündung nahebei in die Schmerach. Keiner der beiden Bäche hat auch nur fünfzig Meter Abstand vom See. Dieser wurde in der zweiten Hälfte des 20. Jahrhunderts auf dem flachen Teil des Gewanns Roßlauf im Auenlehm der beiden Gewässer angelegt, am Hang an seiner Südostseite streicht Lettenkeuper (Erfurt-Formation) aus. Dort entspringt eine kleine Quelle, die früher in einem weniger als 200 Meter langen Abfluss zur Schmerach entwässerte und heute neben Niederschlägen den See speist. Dessen Spiegel liegt auf 415 m und damit knapp zwei Meter über dem Bachzusammenfluss auf 413,1 m. Der Rosslaufsee ist von Südwest nach Nordost etwa 220 Meter lang und etwa 120 Meter  breit, er bedeckt 1,7 ha Fläche, sein Einzugsgebiet ist nur etwa 4,5 ha groß. Sein Überlauf mündet ggf. in die Schmerach.
Der Rosslaufsee ist ringsum von einer Feldhecke umschlossen und damit dem Blick des Passanten entzogen.

### LUBW
Amtliche Online-Gewässerkarte mit passendem Ausschnitt und den hier benutzten Layern: Rosslaufsee und Umgebung

Allgemeiner Einstieg ohne Voreinstellungen und Layer: Daten- und Kartendienst der Landesanstalt für Umwelt Baden-Württemberg (LUBW) (Hinweise)
1. ↑  Beschreibung der nahen Biotope nach dem einschlägigen Layer.
2. ↑  Höhe nach blauer Beschriftung auf dem Hintergrundlayer Topographische Karte.
3. ↑  Höhe nach grauer Beschriftung auf dem Hintergrundlayer Topographische Karte.
4. ↑  Länge und Breite abgemessen auf dem Hintergrundlayer Topographische Karte.
5. ↑  Seefläche nach dem Layer Stehende Gewässer.
6. ↑  Einzugsgebiet abgemessen auf dem Hintergrundlayer Topographische Karte.

### Andere Belege
1. ↑  UZ-Info 1/02 (PDF; 4,2 MB), Informationsbrief 1/02 des Umweltzentrums Kreis Schwäbisch Hall vom 14. Februar 2002, abgefragt am 12. August 2021. Namenserwähnung auf Seite 3 in der Veranstaltungsliste.
2. ↑  Geologie nach den Layern zu Geologische Karte 1:50.000 auf: Mapserver des Landesamtes für Geologie, Rohstoffe und Bergbau (LGRB) (Hinweise)